# IC 115
IC 115 је лентикуларна галаксија у сазвјежђу Рибе која се налази на листи објеката дубоког неба у Индекс каталогу.

Деклинација објекта је + 19° 12' 52" а ректасцензија 1h 26m 54,5s. Привидна величина (магнитуда) објекта IC 115 износи 14,2 а фотографска магнитуда 15,2. IC 115 је још познат и под ознакама MCG 3-4-39, CGCG 459-54, near 94 Psc, PGC 5395.